# Municipio de Brown (condado de Delaware)
El municipio de Brown (en inglés: Brown Township) es un municipio ubicado en el condado de Delaware en el estado estadounidense de Ohio. En el año 2010 tenía una población de 1416 habitantes y una densidad poblacional de 21,3 personas por km².

## Geografía
El municipio de Brown se encuentra ubicado en las coordenadas 40°19′25″N 82°59′39″O / 40.32361, -82.99417. Según la Oficina del Censo de los Estados Unidos, el municipio tiene una superficie total de 66.49 km², de la cual 65,1 km² corresponden a tierra firme y (2,09 %) 1,39 km² es agua.

## Demografía
Según el censo de 2010, había 1416 personas residiendo en el municipio de Brown. La densidad de población era de 21,3 hab./km². De los 1416 habitantes, el municipio de Brown estaba compuesto por el 97,25 % blancos, el 0,56 % eran afroamericanos, el 0,28 % eran amerindios, el 0,21 % eran asiáticos, el 0,42 % eran de otras razas y el 1,27 % eran de una mezcla de razas. Del total de la población el 1,55 % eran hispanos o latinos de cualquier raza.